# أيلرت داهل
أيلرت داهل (بالنرويجية: Eilert Dahl)‏ هو متزحلق نرويجي، ولد في 15 سبتمبر 1919 في كريستيانية في النرويج، وتوفي في 3 نوفمبر 2004 في هونفوس في النرويج.

## وصلات خارجية
- أيلرت داهل على موقع الاتحاد الدولي للتزلج (التزلج النوردي المزدوج) (الإنجليزية)
- أيلرت داهل على موقع اللجنة الأولمبية الدولية (الإنجليزية)
- أيلرت داهل على موقع أوليمبيديا (الإنجليزية)